# Basic Books
Basic Books — научное издательство, основанное в 1952 году в Нью-Йорке.

## История
- Основано в 1952 году в Нью-Йорке.
- Через некоторое время вошло в состав HarperCollins.
- В 1997 году выкуплено Perseus Books Group, подразделением Hachette, и с тех пор является его импринтом.

## Направления
Издательство занимается публикацией работ по следующим направлениям:
- Психология
- Философия
- Экономика
- Естественные науки
- Политика
- Социология
- История

## Основные авторы
- Ирвинг Кристол
- Роберт Нозик
- Сеймур Паперт
- Говард Гарднер
- Ирвин Ялом
- Лестер Туроу
- Дуглас Хофштадтер
- Айрис Чан
- Эрнст Майр
- Саманта Пауэр
- Ричард Фейнман
- Фрэнк Вильчек